# Discografia di Secondhand Serenade
Questa è la discografia di Secondhand Serenade, progetto musicale solista dell'artista statunitense John Vesely iniziato nel 2004.
Il suo debutto avviene nel 2005 con l'album acustico Awake, pubblicato indipendentemente e pubblicizzato su MySpace. L'album ottiene un successo inaspettato, e notato dalla Glassnote Records, Vesely viene messo sotto contratto dall'etichetta. Nel 2007 Awake viene ripubblicato in una versione rimasterizzata e con l'aggiunta di due tracce bonus. Questa nuova versione raggiunge la terza posizione della Top Heatseekers di Billboard, la numero 164 della Billboard 200 e la 19 della Independent Albums. Il singolo Vulnerable, l'unico estratto dall'album, arriva invece alla 83ª posizione della Billboard Hot 100 e alla 64ª della Pop Songs.
È con la pubblicazione nel 2008 di A Twist in My Story, però, che Secondhand Serenade raggiunge il vero successo. Il primo singolo estratto dall'album, Fall for You, entra infatti non solo nelle principali classifiche statunitensi, ma viene classificato anche in Australia, Canada e Giappone. Negli Stati Uniti il singolo vende più dell'album stesso, raggiungendo la cifra di oltre 2 milioni di copie vendute. Il terzo album in studio, Hear Me Now, viene pubblicato nel 2010 e debutta subito al 42º posto negli Stati Uniti, superando di due posizioni il suo predecessore. Dopo la pubblicazione nel 2011 di Weightless, EP che riesce ad entrare alla 37 della Independent Albums, Secondhand Serenade ritorna a pubblicare musica in via indipendente. La sua prima pubblicazione è l'album A Naked Twist in My Story, una rivisitazione in chiave acustico-orchestrale del suo secondo album. A questo segue Undefeated, il quarto album di inediti, pubblicato nell'ottobre 2014.

## Album

### Album in studio
| Anno | Titolo | Classifiche | Classifiche | Classifiche | Classifiche     | Classifiche |
| Anno | Titolo | USA         | USA Alt.    | USA Rock    | USA Independent | USA Digital |
| ---- | --- | ----------- | ----------- | ----------- | --------------- | ----------- |
| 2005 | Awake - Pubblicato: 27 ottobre 2005 (ristampato e ripubblicato il 6 febbraio 2007) - Etichetta: indipendente (ripubblicato dalla Glassnote Records) | 164         | —           | —           | 19              | —           |
| 2008 | A Twist in My Story - Pubblicato: 19 febbraio 2008 - Etichetta: Glassnote Records                                                                   | 44          | 9           | 11          | 6               | 44          |
| 2010 | Hear Me Now - Pubblicato: 3 agosto 2010 - Etichetta: Glassnote Records                                                                              | 42          | 9           | 14          | 7               | 10          |
| 2014 | Undefeated - Pubblicato: 27 ottobre 2014 - Etichetta: indipendente                                                                                  | —           | —           | —           | —               | —           |

### Remix
| Anno | Titolo                                                                              | Note                                   |
| ---- | ----------------------------------------------------------------------------------- | -------------------------------------- |
| 2012 | A Naked Twist in My Story - Pubblicato: 11 settembre 2012 - Etichetta: indipendente | Riarrangiamento di A Twist in My Story |

## Extended play
| Anno | Titolo                                                                            | USA Independent | USA Top Current |
| ---- | --------------------------------------------------------------------------------- | --------------- | --------------- |
| 2009 | iTunes Live from SoHo - Pubblicato: 14 aprile 2009 - Etichetta: Glassnote Records | —               | —               |
| 2011 | Weightless - Pubblicato: 3 maggio 2011 - Etichetta: Glassnote Records             | 37              | 188             |

## Singoli
| Anno | Titolo                 | Classifiche | Classifiche | Classifiche | Classifiche | Classifiche | Classifiche | Classifiche | Album di provenienza |
| Anno | Titolo                 | USA         | USA Pop     | USA Adult   | USA Digital | AUS         | CAN         | JPN         | Album di provenienza |
| ---- | ---------------------- | ----------- | ----------- | ----------- | ----------- | ----------- | ----------- | ----------- | -------------------- |
| 2007 | Vulnerable             | 83          | 64          | —           | 56          | —           | —           | —           | Awake                |
| 2008 | Fall for You           | 21          | 6           | 12          | 14          | 19          | 36          | 65          | A Twist in My Story  |
| 2008 | A Twist in My Story    | —           | —           | —           | —           | —           | —           | —           | A Twist in My Story  |
| 2008 | Last Time              | —           | —           | —           | —           | —           | —           | —           | A Twist in My Story  |
| 2008 | Your Call              | —           | —           | —           | —           | —           | —           | —           | A Twist in My Story  |
| 2010 | Something More         | —           | —           | —           | —           | —           | —           | —           | Hear Me Now          |
| 2013 | Shake It Off           | —           | —           | —           | —           | —           | —           | —           | Undefeated           |
| 2017 | Lost                   | —           | —           | 30          | —           | —           | —           | —           | /                    |
| 2019 | Find Somebody Else     | —           | —           | —           | —           | —           | —           | —           | /                    |
| 2019 | Edge of a Riot         | —           | —           | —           | —           | —           | —           | —           | /                    |
| 2019 | Not Enough             | —           | —           | —           | —           | —           | —           | —           | /                    |
| 2021 | One                    | —           | —           | —           | —           | —           | —           | —           | /                    |
| 2023 | Handsomer (Russ Cover) | —           | —           | —           | —           | —           | —           | —           | /                    |

### Altri brani classificati
| Anno | Titolo  | Classifiche      | Album di provenienza |
| Anno | Titolo  | USA Rock Digital | Album di provenienza |
| ---- | ------- | ---------------- | -------------------- |
| 2010 | You & I | 32               | Hear Me Now          |

## Video musicali
| Anno | Titolo                                                         | Regista                       |
| ---- | -------------------------------------------------------------- | ----------------------------- |
| 2007 | Vulnerable                                                     | Frank Borin                   |
| 2008 | Fall for You                                                   | Ryan Rickett                  |
| 2008 | Your Call                                                      | Ryan Rickett                  |
| 2009 | Maybe                                                          | Preston Jones e Tom Breyfogle |
| 2010 | Something More                                                 | Declan Whitebloom             |
| 2013 | Heart Stops (By the Way) feat. Veronica Ballestrini (acoustic) | Dylan White                   |
| 2014 | Say Something feat. Veronica Ballestrini (cover)               | John Vesely                   |
| 2014 | Nothing Left to Say feat. Veronica Ballestrini (acoustic)      | John Vesely                   |
| 2014 | Shake It Off                                                   | Jon King                      |